# برابری قدرت خرید
برابری قدرت خرید یا PPP (به انگلیسی: Purchasing power parity) گونه‌ای شاخص اقتصادی است که به عنوان تکنیکی برای تعیین ارزش پول‌های مختلف به کار می‌رود. فهرست کشورها بر پایه تولید ناخالص داخلی (برابری قدرت خرید)

## مفهوم
برابری قدرت خرید، بین ارزهای دو کشور A و B، تعداد واحدهای ارز کشور B (یا A) است که به اندازه قدرت خرید یک واحد ارز کشورA (و یا B)می‌باشد.
به عبارتی برابری قدرت خرید (PPP) نوعی نرخ مبادله می‌باشد که برابر است با نسبت هزینه‌های دو سبد کالای یکسان در دو جامعه بر حسب ارزهای ملی. 
یکی از معروف‌ترین مواردی که اقتصاددانان در مورد آن، برابری قدرت خرید را محاسبه کردند،  همبرگر مک دونالد است زیرا این همبرگر در بسیاری از کشورهای جهان با کیفیت یکسان مصرف می‌شود. فرض کنیم که مصرف‌کننده این کالا در کشور آمریکا دو دلار و در کشور بریتانیا ۱٫۵ پوند بابت خرید همبرگر مک دونالد پول پرداخت کنند، نسبت ۱٫۵ پوند به دو دلار برابر ۰٫۷۵ خواهد بود. عدد ۰٫۷۵ در مقایسه با نرخ برابری ارز آمریکایی (دلار) و ارز انگلیسی (پوند) که ۰٫۶۲ است، بزرگتر است و این به مفهوم آن است که مک دونالد در بریتانیا گرانتر از مک دونالد آمریکایی است.
اگر بخواهیم به‌ طور ساده و تنها بر اساس شاخص همبرگر مک دونالد داوری کنیم باید بگوییم که:
قدرت خرید مردم کشور آمریکا بیشتر از کشور بریتانیا است.
توان رقابت پذیری اقتصاد کشور آمریکا بیشتر از اقتصاد کشور بریتانیا است.
استاندارد زندگی در کشور آمریکا بیشتر از کشور بریتانیا است.
نرخ تبدیل ارز کشور آمریکا به ارز کشور بریتانیا منطقی به نظر می‌رسد.

## تعریف شاخص برابری قدرت خرید
محاسبه شاخص ppp برابری قدرت خرید (یا آنگونه که تلفظ می‌شود: «پرچس پاور پریتی») مشخص می‌کند اگر تمام کشورها از یک ارز استفاده می‌کردند، خرید کالاها و خدمات چقدر هزینه داشتند. به بیان دیگر این شاخص نرخی است که یک ارز باید به آن مبادله شود تا قدرت خرید یک ارز دیگر را داشته باشد. برابری قدرت خرید مبتنی بر یک نظریه‌ای اقتصادی است که بیان می‌کند قیمت کالاها و خدمات با گذشت زمان باید در بین کشورها برابر باشند.
مراودات تجاری در سطح بین‌المللی به مردم این اجازه را می‌دهد با بهترین (کمترین) قیمت خرید خود را انجام دهند. با توجه به زمان کافی، این خرید مقایسه‌ای (Comparison Shopping) منجر می‌شود قدرت خرید افراد مساوی یا برابر شود.

## شاخص برابری قدرت خرید چطور کار می‌کند؟
اقتصاددانان از شاخص PPP برای مقایسه بازده اقتصادی کشورهای مختلف بهره می‌برند. این شاخص را می‌توان برای مشخص کردن بزرگ‌ترین اقتصاد جهان بکار برد. استفاده از نرخ مبادله PPP در کنار تولید ناخالص داخلی (GDP)، کمک می‌کند بتوانیم تصور دقیق‌تری از سلامت اقتصادی یک کشور داشته باشیم.
این مقدار نظری برای معامله‌گران در بازار ارزهای خارجی (فارکس) و آن دسته از افرادی که در بازار سهام و اوراق کشورهای خارجی سرمایه‌گذاری کرده‌اند، مفید است چرا که به پیش‌بینی نوسانات در ارزهای بین المللی کمک کرده و ضعف احتمالی آنها را مشخص می‌کند.
در کشورهای نوپا، از شاخص برابری قدرت خرید برای تعیین نرخ ارز و پیش‌بینی نرخ واقعی آینده ارز استفاده می‌شود هر چند این کاربرد چندان رایج نیست.

## کاربردها
اصولاً نرخ برابری قدرت خرید در مقایسات بین‌المللی کاربرد دارد که می‌توان از عمده‌ترین موارد استفاده آن به صورت زیر نام برد:
1. نرخ مبادله PPP، به عنوان فاکتور تبدیل‌کننده، می‌تواند به جای نرخ‌های مبادله در تبدیل هم فزونی‌های اقتصادی کشورهای مختلف به یک ارز رایج، استفاده شود. این هم فزونی‌های تبدیل شده، مقایسات بین کشورها و تحلیل‌های اقتصادی و آماری آن‌ها را سهل می‌نماید.
2. محاسبه PPP، اولین گام در پروسه تبدیل GDP و هم فزونی‌های اصلی آن که با ارز ملی بیان شده به یک ارز رایج است تا ما را قادر به مقایسات بین‌المللی سازد.
3. به منظور مقایسه استاندارد زندگی در دو کشور، احتیاج به بیان اندازه‌ای ن ملاک استفاده در دو کشور، به یک ارز می‌باشد به این منظور از نرخ‌های مبادله PPP می‌شود. زیرا استفاده از نرخ‌های مبادله بازار، منجر به مقایسات نادرست می‌شود.
4. مقایسه درآمد بین‌المللی؛ سازمان‌های بین‌المللی باید مقدار GDP و GDP سرانه را برای هر کشور عضو، جهت اهداف سیاسی یا آماری، مقایسه کنند. گاهی اوقات حقوق کارگران حرفه‌ای و مقرری دانشجویان خارجی با استفاده از چنین داده‌هایی تعدیل می‌شوند.
5. نرخ مبادله PPP می‌تواند نشان دهنده رقابت‌پذیری یک کشور باشد. اگر ارز داخلی ضعیف باشد (PPP <نرخ مبادله)، کشور مورد نظر حالت رقابت‌پذیری پیدا می‌کند. زیرا قیمت‌های داخلی نسبتاً ارزان‌تر شده و پول به ارزش خارجی کمتر از ارزش داخلی عرضه می‌شود. از طرفی اگر (نرخ مبادله <PPP) باشد ارز قوی شده و کشور موردنظر حالت رقابت‌پذیری را به علت قیمت‌های داخلی نسبتاً بالا از دست می‌رود.

## انواع نرخ مبادله PPP
دو نوع طبقه‌بندی انواع PPP، وجود دارد که به شرح زیر است:

### PPP قابل معامله و غیرقابل معامله
اگر از قیمت‌های کالاهای قابل معامله مثل اتومبیل، لوازم خانگی و … استفاده شودPPP قابل معامله و اگر قیمت‌های کالاهای غیرقابل معامله، به کار رود مثل خانه، شهریه‌های مدارس و…PPP غیرقابل معا مله به دست می‌آید. غالباًPPP قابل معامله موردنظر است.

### PPP مطلق و PPP نسبی
مقدار مطلق PPP سطوح قیمت را مقایسه می‌کند، در حالی که PPP نسبی، تغییرات یا حرکات قیمت را مورد بررسی و مقایسه قرار می‌دهد. از طرفی مقدار مطلق PPP این اطمینان را می‌دهد که قیمت‌ها در بین کشورها برابر باشند، اما مقدار نسبی آن، تنها این اطمینان را می‌دهد که حرکت نرخ مبادله به اندازه فاصله تورم میان دو اقتصاد است. (بدون در نظر گرفتن اینکه قیمت‌های اصلی برابر هستند یا نه) واضح است که PPP نسبی، شرایط ضعیف تری نسبت به PPP مطلق دارد. فرمول PPP مطلق به این صورت می‌باشد:
CBA: قیمت یک سبد کالا در کشورA
CBB: قیمت یک سبد کالا در کشورB
سازمان همکاری اقتصادی و توسعه و اداره آمار جامعه اروپا مسئولیت محاسبه PPP را به عهده دارند. اتحادیه اروپا PPP را برای کشورهای اروپایی و سازمان همکاری اقتصادی و توسعه این شاخص را برای کشورهای غیر اروپایی عضو این سازمان و نیز کشورهایی چون روسیه، چین، اوکراین و … محاسبه می‌کنند. با این نرخ برابری به دست آمده، GDP کشورهای مورد نظر، قابلیت مقایسه با یکدیگر را خواهند داشت. البته بانک جهانی نیز به صورت جداگانه با اهدافی چون مقایسه سطح فقر در بین کشورها، این نرخ برابری را محاسبه می‌کند اما سازمان همکاری اقتصادی و توسعه و اتحادیه طبق برنامه و هدف واحدی مسئولیت این امر را دارند.

## نحوه انتخاب سبد کالاها
سبد کالاها و خدمات قیمت‌گذاری شده برای PPP نمونه‌ای از تمام کالاها و خدماتی است که در به دست آمدن GDP استفاده می‌شوند که شامل کالاها و خدمات مصرف‌کننده، خدمات دولتی، کالاهای تجهیزاتی، اقلام مصرفی مصرف‌کننده مانند خوراک، آشامیدنی، پوشاک و … می‌باشد.
از آنجا که به دست آوردن PPP، به منظور مقایسه بین کشورها (حداقل دو کشور) است، نیاز به محصولات همانندی داریم که برای تمام کشورهای تحت مقایسه، مورد استفاده عام داشته باشد. انتخاب این فهرست از محصولات مشکل‌ترین و بحث‌انگیزترین موضوع در ساختار PPP است. انتخاب محصولات یکسان، تضمین می‌کند که PPP تفاوت‌های سطح قیمت را اندازه می‌گیرند نه تفاوت‌های موجود در کیفیت محصول را. یک مورد عملی و معمول، تعیین محصولاتی با مشخصات قطعی و مشخص با نام مارک آنهاست، طوری‌که این محصولات با تمام ویژگی‌هایشان قیمت‌گذاری شوند.
مورد دوم این است که مطمئن باشیم، واحد قیمت‌گذاری کالاها یا خدمات در تمام کشورهای مورد بررسی یکسان است. تهیه این فهرست کار مشکلی است که بستگی به همگنی اقتصادی و مصرفی گروه کشورهای تحت مقایسه دارد. زیرا این امکان وجود دارد که محصولاتی که در لیست تهیه شده، نماینده خوبی از اقلام مصرف شده در این کشور نباشد. به عبارتی ممکن است نماینده بودن با یکسان بودن کالاها در تعارض باشد. این مسئله باعث ایجاد اریبی در مقایسات می‌شود. زیرا ممکن است کالای A در هر دو کشور استفاده شود ولی ممکن است در یک کشور به عنوان یک کالای لوکس باشد و در دیگری به عنوان کالای ضروری مورد استفاده قرار گیرد. راه حلی که در این مورد توصیه شده، قرار دادن یک ستاره کوچک در مقابل تمام اقلام قیمت‌گذاری شده‌است که به عنوان اقلام نمونه الگوی مصرفی در کشور موردنظر می‌باشند، البته در مقایسات بین‌المللی، این فهرست توسط کارشناسان ICP و با مشاوره کارشناسان کشورهای عضو، تهیه می‌شود.

## ارتباط PPP و CPI
شاخص بهای مصرف‌کننده (CPI)و برابری قدرت خرید (PPP) شباهت‌هایی از نظر مفهومی دارند- CPI تغییرات در سطوح قیمت کالاها و خدمات را در طول یک دوره زمانی و در یک کشور اندازه می‌گیرد، در حالی که PPP، تفاوت‌های موجود در سطوح قیمت را بین کشورها یا مناطق داخل یک کشور اندازه‌گیری می‌کند و البته همان‌طور که در PPP نسبی نیز مشاهده شد هر دو با نرخ تورم در ارتباط هستند-، درصد تغییر CPI، نرخ تورم و درصد تغییر PPP، تفاوت نرخ‌های تورم دو جامعه اقتصادی را به دست می‌آورد. البته تحقیقات انجام شده روی PPP در مقایسه با CPI نسبتاً کم بوده‌است - CPI و PPP را می‌توان در مواردی مقایسه کرد که چند مورد به‌طور مختصر در زیر آمده‌است:
- حوزه و پوشش:

در مقایسه با شاخص بهای مصرف‌کننده PPP، کالاها و خدمات تحت پوشش وسیعتری دارد علت این امر آن است که CPI اندازه‌ای از تغییرات در قیمت‌های کالاها و خدماتی می‌باشد که مربوط به سبد مصرف در یک کشور است، در حالی که PPP به منظور اندازه‌گیری تفاوت‌ها در سطوح قیمت‌های کالاها و خدماتی، به دست می‌آید که
مربوط به طرف هزینه حساب‌های ملی در بسیاری از کشورهاست.
- وزن‌های هزینه:

وزن‌های هزینه برای هم فزونی تفاوت‌های قیمت در سطوح مقدماتی، ابزار لازم برای محاسبه PPP و CPI است. وزن‌های CPI معمولاً براساس داده‌های جمع‌آوری شده از بررسی‌های هزینه خانوار می‌باشند، در حالی که وزن‌های استفاده شده محاسب PPP، سهم را در حساب‌های ملی نشان می‌دهند که سالیانه به دست می‌آیند. لازم به یادآوری است که سهم‌های هزینه خانوار ثبت شده در حساب‌های ملی براساس داده‌های بررسی‌های هزینه خانوار می‌باشد.
- روش‌های هم فزونی:

شباهتی در فرایند کلی هم فزونی PPP و CPI وجود دارد. به این صورت که یک فرایند دو مرحله‌ای در هر دو مورد به کار می‌رود. در اولین مرحله، شاخص‌های غیر وزنی سطوح مقدماتی به دست می‌آیند. اما تفاوت در رو ش‌های استفاده شده در مرحله دوم، برای هم فزونی سطوح بالاتر وجود دارد. از آنجایی که در مقایسات چند بعدی، به ویژگی ترایابی نیاز است، تفاوت کوچکی در روش محاسبه این دو به وجود می‌آید.

## روش‌های محاسبه برابری قدرت خرید
از معروفترین رو ش‌هایی که برای محاسبه برابری قدرت خرید وجود دارند، می‌توان به سه روش CPD,G-K,EKS
اشاره کرد که در زیر به اختصار به شرح آن‌ها می‌پردازیم:

### روش جری - خمیس
این روش در سال ۱۹۵۸ به وسیله Khamis, Geary پیشنهاد شد. در این روش، مجموعه‌ای از قیمت‌های بین‌المللی و مقادیر تمام اقلام برآورد می‌شوند. حل معادلات روش G-K به وسیله روش تکرار صورت می‌پذیرد. در این روش، یک کشور را به عنوان کشو ر پایه در نظر می‌گیریم. داده‌های اصلی و اولیه که در ابتدای کارباید موجود باشند هزینه‌ها Eij و برابری‌های PPij در سطح اقلام اصلی هستند.

### روش CPD
این روش از یک رگرسیون ساده برای اندازه‌گیری تفاوت سطوح قیمت درکشورهای مختلف استفاده می‌کند. روش CPD، ابتدا به وسیله سامرز در سال ۱۹۷۳، به عنوان روشی برای برآورد داده‌های گمشده مربوط به قیمت، در مقایسات بین‌المللی پیشنهاد شد، به دنبال آن در مراحل اولیه ICP به عنوان ابزاری جهت هم فزونی
قیمت‌ها در سطح انواع محصولات اقلام اصلی (سطوح پائین اقلام اصلی) استفاده شد که البته بعداً روش EKS جایگزین این روش شد.

### روش EKS
این روش در سال ۱۹۶۴ توسط التتو، کوفوز و زولس پیشنهاد شد. در این روش، با استفاده از یک ماتریس که شامل مقایسات دو بعدی بین کشورها می‌باشد، شاخص‌های برابری قدرت خرید به دست می‌آیند که ویژگی ترایایی را دارا می‌باشند- داده‌های مورد نیاز، قیمت انواع محصولات اقلام اصلی و هزینه مربوط به هریک از اقلام اصلی در کشورهای تحت مقایسه می‌باشند. البته مواردی وجود دارد که در آنها، بعضی از محصولات جز و الگوی مصرفی در یک کشور بوده و قیمت‌گیری شده‌اند، اما در بعضی از کشورها، قیمت‌گیری نمی‌شوند - روش اولیه EKS که به وسیله سازمان همکاری اقتصادی و توسعه و اتحادیه اروپا به کار می‌رود از سه شاخص لاسپیرز، پاشه و فیشر استفاده می‌کند. مشکلی که این روش دارد این است که وزن‌های برابر به تمام مقایسات دوگانه داده می‌شود.
مشکل اصلی روش EKS این است که این شاخص، ویژگی جمع پذیری ندارد. به این ترتیب که جمع این شاخص در سطح مؤلفه‌های حساب‌های ملی با برابری کل مساوی نیست.
در روش EKS تعمیم یافته، به هر یک از مقایسات دوبعدی، وزن مناسبی داده می‌شود که در این زمینه نیز رو ش‌های متفاوتی برای وزن دادن، پیشنهاد شده‌است.
شایان ذکر است روش‌های یادشده فقط برای محاسبهٔ نرخ برابری قدرت خرید دو ارز و در سطح بین‌المللی بکار می‌رود و به هیچ عنوان نرخ برابری بدست آمده نباید با نرخ مبادله ارز بازار مقایسه شود.